# 米德爾福克一號鎮區 (北卡羅萊納州福賽斯縣)
米德爾福克一號鎮區（英語：Middle Fork I Township）是位於美國北卡羅萊納州福賽斯縣的一個鎮區。

## 地方資料
米德爾福克一號鎮區的面積為6.22平方千米，當中陸地面積為6.19平方千米，而水域面積為0.03平方千米。根據2020年美國人口普查的數據，當地共有人口1885人，而人口密度為每平方千米303.05人。